# Rissa
Gmina Rissa (norw. Rissa kommune) – dawna gmina w Norwegii w okręgu Sør-Trøndelag. Jej siedzibą było miasto Rissa. 1 stycznia 2018 gminy Rissa i Leksvik zostały połączone w nową gminę Indre Fosen.
Rissa była 179. norweską gminą pod względem powierzchni.

## Demografia
Według danych z roku 2005 gminę zamieszkiwało 6433 osób. Gęstość zaludnienia wynosiła 10,35 os./km². Pod względem zaludnienia Rissa zajmowała 157. miejsce wśród norweskich gmin.
| ludność stan na 1 stycznia 2005 |         |           |       |
|                                 | kobiety | mężczyźni | razem |
| osób                            | 3246    | 3187      | 6433  |
| %                               | 50,46%  | 49,54%    | 100%  |

| wykształcenie stan na 1 października 2004 |            |         |        |          |
|                                           | podstawowe | średnie | wyższe | nieznane |
| osób                                      | 1199       | 3074    | 694    | 51       |
| %                                         | 23,89%     | 61,26%  | 13,83% | 1,02%    |

## Edukacja
Według danych z 1 października 2004:
- liczba szkół podstawowych (norw. grunnskolar): 5
- liczba uczniów szkół podst.: 947

## Władze gminy
Według danych na rok 2011 administratorem gminy (norw. rådmann) był Oddbjørn Ressem, natomiast burmistrzem (norw. ordfører, d. borgermester) był Per Kristian Skjærvik.